# Freccia dei Vini
La Freccia dei Vini è una corsa in linea maschile di ciclismo su strada che si svolge tra Vigevano e Stradella, in provincia di Pavia, Italia. Nata nel 1972 a Vigevano come prova per dilettanti, è stata poi aperta alla categoria Elite/Under-23. Nel 2005 è stata inclusa nel calendario dell'UCI Europe Tour come prova di classe 1.2, mentre dal 2006 è gara di classe 1.12 UCI.

## Palmarès
Aggiornato all'edizione 2024.
| Anno      | Vincitore                                 | Secondo                                   | Terzo                                     |
| --------- | ----------------------------------------- | ----------------------------------------- | ----------------------------------------- |
| 1972      | Giovanni Battaglin                        | Enzo Brentegani                           | Giuseppe Garbin                           |
| 1973      | Franco Pala                               | Claudio Passera                           | Remo Rocchia                              |
| 1974      | Giuseppe Martinelli                       | Vittorio Algeri                           | Roberto Ceruti                            |
| 1975      | Gabriele Landoni                          | Vittorio Algeri                           | Massimo Tremolada                         |
| 1976      | Vittorio Algeri                           | Gino Lori                                 | Gabriele Landoni                          |
| 1977      | Dino Porrini                              | Fausto Stiz                               | George Mount                              |
| 1978      | Luigi Gritti                              | Fausto Scotti                             | Fiorenzo Scalfi                           |
| 1979      | Emanuele Bombini                          | Giovanni Zola                             | Ruggero Bortolaso                         |
| 1980      | Juan Arroyo                               | Fausto Restelli                           | Giuseppe Faraca                           |
| 1981      | Fabrizio Verza                            | Silvano Riccò                             | Franco Brescianini                        |
| 1982      | Tullio Cortinovis                         | Janusz Bieniek                            | Alberto Volpi                             |
| 1983      | Tullio Cortinovis                         | Roberto Bressan                           | Alberto Volpi                             |
| 1984      | Stefano Bizzoni                           | Alberto Volpi                             | Emilio Ravasio                            |
| 1985      | Giuseppe Calcaterra                       | Bruno Surra                               | Dario Montani                             |
| 1986      | Johnny Carera                             | Roberto Antonelli                         | Raimondo Vairetti                         |
| 1987      | Valerio Tebaldi                           | Fabrizio Nespoli                          | Paolo Lanfranchi                          |
| 1988      | Sergio Carcano                            | Stefano Cortinovis                        | Stefano Bianchini                         |
| 1989      | Stefano Cortinovis                        | Sandro Vitali                             | Remo Rossi                                |
| 1990      | Mauro Consonni                            | Dario Nicoletti                           | Ivan Gotti                                |
| 1991      | Massimo Maestri                           | Francesco Frattini                        | Wladimir Belli                            |
| 1992      | Massimo Donati                            | Fabio Balzi                               | Sergio Barbero                            |
| 1993      | Rosario Fina                              | Oscar Pozzi                               | Dario Frigo                               |
| 1994      | Marco Bellini                             | Lorenzo Di Silvestro                      | Giuseppe Tartaggia                        |
| 1995      | Walter Pedroni                            | Giuseppe Tartaggia                        | Andrea Zatti                              |
| 1996      | Simone Mori                               | Enrico Saccomani                          | Gianluca Valoti                           |
| 1997      | Ellis Rastelli                            | Mirko Puglioli                            | Isidoro Colombo                           |
| 1998      | Alessandro Volpe                          | Paul Bertino                              | Federico Giabbecucci                      |
| 1999      | Eddy Ratti                                | Fabio Bulgarelli                          | Sasha Gajčić                              |
| 2000      | Andrej Muchin                             | Cristian Marianelli                       | Gianluca Fanfoni                          |
| 2001      | Damiano Giannini                          | Federico Berta                            | Davide Frattini                           |
| 2002      | Santo Anzà                                | Domenico Pozzovivo                        | Francesco Tizza                           |
| 2003      | Dmitrij Dement'ev                         | Alessandro Del Fatti                      | Aristide Ratti                            |
| 2004      | Antonio Quadranti                         | Ruslan Pidhornyj                          | Giairo Ermeti                             |
| 2005      | Maurizio Bellin                           | Alberto Milani                            | Marcel Wyss                               |
| 2006      | Bruno Rizzi                               | Francesco Tizza                           | Gabriele Orizzonte                        |
| 2007      | Bruno Rizzi                               | Cristiano Colombo                         | Luca Gasparini                            |
| 2008      | Damiano Margutti                          | Luca Gasparini                            | Giovanni Carini                           |
| 2009      | Pavel Kočetkov                            | Luca Dodi                                 | Giuseppe Pecoraro                         |
| 2010      | Alessio Marchetti                         | Cristiano Monguzzi                        | Maksym Averin                             |
| 2011      | Cristiano Monguzzi                        | Gabriele Pizzaballa                       | Luciano Barindelli                        |
| 2012      | Patrick Facchini                          | Ricardo Pichetta                          | Matteo Busato                             |
| 2013      | Merhawi Kudus                             | Gianfranco Zilioli                        | Giacomo Gallio                            |
| 2014      | Mirco Maestri                             | Matteo Collodel                           | Marco Tizza                               |
| 2015      | Davide Pacchiardo                         | Edward Ravasi                             | Jacopo Mosca                              |
| 2016      | Raffaello Bonusi                          | Davide Orrico                             | Jacopo Mosca                              |
| 2017      | Raimondas Rumšas                          | Umberto Marengo                           | Andrea Garosio                            |
| 2018      | Alberto Amici                             | Enrico Logica                             | Stefano Oldani                            |
| 2019      | Andrea Cacciotti                          | Simone Piccolo                            | Davide Baldaccini                         |
| 2020-2021 | non disputata per la pandemia di COVID-19 | non disputata per la pandemia di COVID-19 | non disputata per la pandemia di COVID-19 |
| 2022      | Walter Calzoni                            | Giacomo Villa                             | Davide Dapporto                           |
| 2023      | Luca Cavallo                              | Nicolò Garibbo                            | Giovanni De Carlo                         |
| 2024      | George Wood                               | Lorenzo Nespoli                           | Filippo Agostinacchio                     |